# Decorazione della NATO
Una decorazione della NATO è una decorazione militare internazionale conferita a vari militari del mondo, sotto l'egida dell'Organizzazione del Trattato del Nord Atlantico. Vi sono a tutt'oggi nove versioni della medaglia per il servizio prestato in Paesi quali Jugoslavia, Kosovo e Macedonia, due versioni per le operazioni cosiddette dell'articolo quinto (Eagle Assist ed Active Endeavor) e tre versioni per le operazioni della NATO non facenti riferimento all'articolo quinto (ISAF, Balkani, NTM-Iraq).
Infine vi è una decorazione per "servizio meritorio".

## Medaglie della NATO
Medaglia servizio meritorio della NATO (Meritorious Service Medal)
 Medaglia commemorativa NATO ex Iugoslavia
 Medaglia commemorativa NATO Kosovo;
 Medaglia commemorativa NATO Macedonia;
 Medaglia commemorativa NATO Kosovo 2003
Medaglia commemorativa NATO "non article 5" Operazione "Joint Enterprise" in Kosovo;
 Medaglia commemorativa NATO Articolo 5 "Operazione Eagle Assist";
 Medaglia commemorativa NATO Articolo 5 "Operazione Active Endeavour";

### NATOMeritorious Service Medal
- Assegnata per eccezionali servizi individuali alla NATO.

La MSM della NATO viene conferita per elogiare il personale della NATO la cui iniziativa e dedizione personale sono andate oltre i limiti del loro dovere assegnato tanto da fare la differenza sia per i loro colleghi che per la NATO come organizzazione. Nella valutazione delle candidature al premio vengono presi in considerazione i seguenti criteri: compimento di atti di coraggio in circostanze difficili o pericolose; dimostrazione di leadership eccezionale o un esempio personale; dare un contributo individuale eccezionale a un programma o attività sponsorizzato dalla NATO, o sopportare particolari difficoltà o privazioni nell'interesse della NATO.

### Medaglia per la missione in Jugoslavia
La medaglia per la missione in Jugoslavia fu creata nel giugno del 1992, e fu conferita ad ogni membro che prestò servizio nella ex repubblica di Jugoslavia, per almeno 30 giorni, nelle forze militari di pace della NATO che succedettero alla missione osservativa UNPROFOR dell'ONU, ovvero IFOR e SFOR. Per chi avesse prestato servizio al di fuori del territorio della ex repubblica di Jugoslavia, come ad esempio basi militari di supporto in Europa o navi nel mare Adriatico, furono necessari invece 90 giorni di servizio. Con le medesime condizioni di servizio la medaglia fu conferita anche a civili, cittadini di nazioni membri della NATO.
Il termine ultimo del servizio per avere diritto alla decorazione, per le Forze Armate Stati Uniti d'America, fu il 12 ottobre del 1998.

### Medaglia per la missione in Kosovo
La medaglia per il servizio prestato in Kosovo fu creata nell'ottobre del 1998 e venne conferita ad ogni membro del personale civile o militare che avesse partecipato alle campagne come membro della forza di pace della NATO nella provincia Serba del Kosovo. Le seguenti campagne sono state autorizzate dalla NATO per il conferimento della medaglia:
- Operazione Allied Force (24 marzo 1999 - 10 giugno 1999)
- Operazione Joint Guardian (11 giugno 1999)
- Operazione Allied Harbour (4 aprile 1999 - 1º settembre 1999)
- Operazione Sustain Hope (4 aprile 1999 - 10 luglio 1999)
- Operazione Noble Anvil (24 marzo 1999 - 20 luglio 1999)

Inoltre la medaglia per il Kosovo è stata anche conferita per la partecipazione nelle seguenti unità di crisi:
- Task Force Hawk (5 aprile 1999 - 24 giugno 1999)
- Task Force Saber (31 marzo 1999 - 8 luglio 1999)
- Task Force Falcon (11 giugno 1999)
- Task Force Hunter (1º aprile 1999 - 1º novembre 1999)

Una decorazione assai simile, la decorazione per la campagna del Kosovo ovvero la Kosovo Campaign Medal, venne istituita dalle forze armate degli Stati Uniti per la partecipazione nella medesima operazione. Per le forze armate USA la medaglia per il servizio nei Balcani rimpiazza la medaglia del Kosovo dal 1º gennaio del 2003. Il regolamento USA permette la decorazione sia della Kosovo Campaign Medal che della medaglia analoga della NATO, per lo stesso periodo di servizio. Tuttavia, chi fosse stato proposto per più di una medaglia NATO durante lo stesso periodo di servizio, ha diritto ad una sola decorazione, scelta dalla catena di comando NATO.
Dall'anno 2004, con l'attuale Operazione Joint Enterprise i soldati facenti parte delle unità di KFOR ricevono la medaglia NATO "non article 5" per i balcani, la cui foggia presenta la scritta "Balkans" su fondo blu con strisce verticali bianche ed argento. La medaglia è in bronzo, analoga alle medaglie "non article 5".

### Medaglia per la FYROM Macedonia
La medaglia per la FYROM Macedonia viene conferita al personale che ha prestato servizio almeno 25 giorni nel territorio della repubblica dal 1º giugno 2001 sino al 27 settembre del 2001, oppure almeno 30 giorni dal 28 settembre. Tra gli altri, meritorio della medaglia è il personale dell'Operazione Essential Harvest.

### Medaglie riferibili all'articolo 5
Sono medaglie conferite per la partecipazione ad operazioni NATO quali Eagle Assist e Active Endeavour.
Per quanto riguarda le forze USA il periodo minimo per conseguire una decorazione consiste, per l'operazione Active Endeavour, in 30 contigui oppure accumulati all'interno dello spazio aereo nord americano come previsto dal Comando Aerospaziale Nord Americano (North American Aerospace Defense Command). Il periodo di qualificazione è compreso dal 12 ottobre 2001 al 16 maggio 2002.
Per quanto riguarda l'operazione Active Endeavor, il periodo di qualificazione è di 30 giorni, contigui o accumulati, nei quali il militare è impiegato dallo Standing Naval Force, mentre opera in acque internazionali del mar Mediterraneo o nello spazio aereo sovrastante. Il conferimento della decorazione è effettuato dal comandante solo in aerea di operazioni. Il periodo di qualificazione è compreso dal 26 ottobre 2001 a data da determinare.

### Medaglie non riferibili all'articolo 5
Questa decorazione rimpiazza le medaglie NATO istituite per le operazioni NATO Joint Forge e Joint Guardian.
Per le forze armate USA le condizioni per il conferimento di una decorazione non articolo 5, per le missioni nei Balcani, rimangono le stesse di quelle delle precedenti missioni NATO, con le eccezioni delle date entro le quali viene prestato servizio, che partono dal 1º gennaio 2003. Il servizio deve essere almeno di 30 giorni contigui o accumulati. Il personale di volo verrà accreditato di un giorno per qualsiasi missione nel periodo dell'operazione. Ogni altra missione nella stessa giornata non verrà accreditata. L'area dei Balcani è delineata come quella competente ai confini ed allo spazio aereo della Bosnia ed Erzegovina, della Croazia, della ex repubblica di Jugoslavia, della Macedonia e dell'Albania. Il personale in servizio che fosse stato proposto per più di una medaglia durante lo stesso periodo di servizio, verrà decorato con una sola di queste, scelta dalla catena di comando NATO.